# Parti national du travail
Le Parti national du travail (en hongrois : Nemzeti Munkapárt) est un parti politique qui exista en Hongrie entre 1910 et la fin de la Première Guerre mondiale. Le parti était dirigé par László Lukács, qui a servi comme Premier ministre de 1912 à 1913.

## Histoire
Le Parti national du travail a remporté la majorité lors des élections législatives de 1910 et a dirigé la Hongrie jusqu'à la fin de la Première Guerre mondiale.